# Santa Eufemia del Barco (kommunhuvudort)
Santa Eufemia del Barco är en kommunhuvudort i Spanien.   Den ligger i provinsen Provincia de Zamora och regionen Kastilien och Leon, i den nordvästra delen av landet, 230 km nordväst om huvudstaden Madrid. Santa Eufemia del Barco ligger 723 meter över havet och antalet invånare är 274.
Terrängen runt Santa Eufemia del Barco är platt. Runt Santa Eufemia del Barco är det glesbefolkat, med 10 invånare per kvadratkilometer. Närmaste större samhälle är Tábara, 17,2 km norr om Santa Eufemia del Barco. Omgivningarna runt Santa Eufemia del Barco är i huvudsak ett öppet busklandskap.